# Тернополь
Терно́поль (укр. Терно́піль произношениео файле, пол. Tarnopol, до 1944 года — Тарнополь) — город на западе Украины, административный центр Тернопольской области, Тернопольского района и Тернопольской городской общины. Политический, экономико-деловой, религиозный и культурный центр. Центр Тернопольской агломерации. Расположен на реке Серет. Один из крупнейших городов исторического региона Галиция. Город является значительным транспортным узлом Украины. Обслуживается международным аэропортом.

## Происхождение названия
Существуют различные версии происхождения названия города.
Первое толкование имеет научное обоснование. Основание городов в Королевстве Польском и Речи Посполитой происходило на основе королевских привилегий. Достаточно часто основатель давал городу своё имя. Тернополь был основан магнатом и известным деятелем Речи Посполитой Яном Амором Тарновским, соответственно название города происходит от фамилии магнатов Тарновских и греческого сокращённого окончания -поль от полис («город»). Герб Тернополя является вариантом благородного герба Лелива, который использовался Я. А. Тарновским. 9 августа 1944 специальным указом Президиума Верховного Совета СССР название города было уточнено с Тарнополь (Tarnopol) на Тернополь. Также была переименована область с Тарнопольськой на Тернопольскую.
Другое толкование названия более народное. Якобы местность, где был основан город, называлась Тарнополем. Это название происходит от пол. tarn «тер(е)н». В украинской транскрипции появляется вариант Тернополя — «Терновое поле», из которого и выводят современное название города. Тернополем местность называли за то, что она длительное время была заросшая тёрном.

## История
Одно из древнейших сооружений города, сохранившихся до наших дней, — Старый замок (Также известен как «Тернопольский замок»). В 1540 году польский король Сигизмунд I выдал грамоту краковскому каштеляну Яну Амору Тарновскому на учреждение города и владения землёй вокруг него. Строительство крепости на берегу Серета в местности Сопильче (Топильче) длилось восемь лет.
Кроме Старого замка, сохранилась «Надпрудная церковь» — Воздвижения Честного Креста, которая была сооружена в начале XVI века на фундаменте древнего храма, история которого восходит ко временам Киевской Руси. Здание — это трёхчастный храм без куполов. Вторую церковь — Рождества Христова, как удостоверяет надпись, начали строить 15 июня 1602 года и закончили 4 августа 1608 года под руководством известного каменщика Леонтия.
В 1636 году была воздвигнута деревянная Монастырская церковь (Успенская). Со временем, в 1836 году, на этом месте построили новую церковь, которая находилась в Микулинецкой части города. Помещения этой церкви были уничтожены советской властью в 1962 году, в наши дни её заново выстроили прихожане.
После первого раздела Речи Посполитой Тернополь входил в состав Австрии с 1772 года по 1810 год. По результатам Шёнбруннского мира вместе с округом отошёл к Российской Империи как компенсация Наполеона Бонапарта Александру I за участие России в войне Пятой коалиции против Австрии. По итогам Венского конгресса возвращён вместе с округом Австрии. С 1815 года находился в составе Австрии, а с 1867 года — Австро-Венгрии.
В 1914 году в ходе Галицийской битвы Первой мировой войны Тернополь был занят русскими войсками, которые находились в городе до июля 1917 года.
С 1921 года по итогам Рижского договора находился в составе Польши.
- Тернопольский замок, Наполеон Орда (1870)
- Костёл иезуитов (1900)
- Городская ратуша (1913)
- Церковь Непорочного Зачатия (1910)
- Парафиальный костёл (1913)

### Вторая мировая война
В 1939 году Тернополь был присоединён к СССР и вошёл в состав Украинской ССР.
Во время Великой Отечественной войны с 22 по 29 июня 1941 года в городе находился командный пункт Юго-Западного фронта.
2 июля 1941 года город был оккупирован наступавшими немецкими войсками группы армий «Юг». Перед отступлением из города сотрудники НКВД расстреляли несколько сотен узников в местной тюрьме.
С приходом оккупантов в Тернополь начались еврейские погромы. Только с 3 по 9 июля было убито от 4,6 до 4,7 тысячи мирных еврейских жителей. Во второй половине июля 1941 года в город были депортированы несколько тысяч венгерских евреев. Однако, в 1942 году ряд евреев был депортирован в лагерь «Белжец»: 13 августа из Тернополя было депортировано 2600 евреев, 30 сентября 750 евреев, 5 октября 500 евреев, 9 ноября 1091 (и 109 человек было убито при депортации в этот день). В Тернополе было устроено еврейское гетто в котором было более 3 тыс. евреев (ликвидация гетто произошла в 1943 году 26.04 и 4.05). Также, в Тернополе был еврейский трудовой лагерь. За время оккупации в Тернополе было убито 20 тыс. мирных жителей из них 19 тыс. (95 %) были евреи. Также было истреблено несколько тысяч коммунистов, а также тех, кто работал в местных органах советской власти.
В начале 1944 года Тернопольский узел стал последним железнодорожным пунктом снабжения 1-й танковой дивизии СС «Лейбштандарт СС Адольф Гитлер» и 7-й танковой дивизии, которые готовились к отражению советского наступления, и, в связи с приближением к городу линии фронта, он был превращён в крупный узел немецкой обороны (Гитлер приказал защитить его любой ценой, издав 8 марта указ, в котором было объявлено, что города, обозначенные как Feste Plätze (укреплённые места), могут быть оставлены только по его личному приказу) — гарнизон его составлял 12 тысяч человек и 145 орудий (по данным Алексея Исаева, гарнизон был 4,5 тыс. и около 40 орудий); наличие в Тернополе толстостенных зданий синагоги, костёла, Старого замка и даже тюрьмы позволило обороняющимся создать мощные укрепрайоны городского значения.
В ходе Проскуровско-Черновицкой наступательной операции город был окружён советскими войсками,
23 марта 1944 начались бои за город,
11 апреля состоялась попытка вермахта прорвать окружение (извне удар нанесла мощная бронетанковая группировка из 507 танков с мотопехотой на 100 полугусеничных бронетранспортёрах), она окончилась неудачей.
12 апреля начался штурм города и
15 апреля 1944 года Тернополь был освобождён.
В ходе боевых действий и в период немецкой оккупации городу был причинён значительный ущерб: немцы демонтировали и вывезли 29 промышленных предприятий, а остальные взорвали; 2,5 тысячи из 4,2 тысяч домов в городе были полностью разрушены, а остальные повреждены. Во время боевых действий было уничтожено здание I-Тернопольской гимназии имени Винцента Поля. Здесь немецкое командование разместило госпиталь, разрушенный советскими войсками. Теперь о тернопольской гимназии напоминает лишь металлический макет, стоящий на площади возле памятника И. Франку.
В дальнейшем, началось восстановление города.

### После войны
До 1944 года город носил название Тарнополь. Современный вариант наименования города был введён Указом Президиума Верховного Совета СССР от 9 августа 1944 года.
В 1945—1954 годы город был восстановлен в соответствии с генеральным планом, который разработали архитекторы В. И. Новиков и Н. Ф. Панчук. В 1948 году началась газификация города.
В 1951 году было создано Комсомольское озеро площадью 300 гектаров.
В 1986 году в парковой зоне Тернополя был построен первый на территории республики комплекс Певческого поля с эстрадой на 1100 человек и амфитеатром для зрителей на 4600 мест.
В советские времена городами-побратимами были Сливен и Пенза. Сейчас в Тернополе есть улица Сливенская, а Дом быта «Роксолана» раньше именовался «Пенза».
С 24 августа 1991 года Тернополь — центр Тернопольской области Украины.
|  |  |  |  |  |

### После полномасштабноговторжения из России(2022)
|  |  |  |  |

## Население
| 1857     | 1890     | 1939     | 1959     | 1970     | 1979     | 1989     | 1998     | 2001     | 2003     | 2004     | 2005     |
| -------- | -------- | -------- | -------- | -------- | -------- | -------- | -------- | -------- | -------- | -------- | -------- |
| 17 210   | ↗27 405  | ↗37 500  | ↗52 245  | ↗84 663  | ↗143 625 | ↗204 845 | ↗235 100 | ↘227 755 | ↘226 318 | ↘224 056 | ↘220 720 |
| 2006     | 2007     | 2008     | 2009     | 2010     | 2011     | 2012     | 2013     | 2014     | 2015[…]  | 2016     | 2017     |
| ↘219 122 | ↘218 254 | ↘217 377 | ↘217 300 | ↗217 577 | ↘217 446 | ↘217 300 | ↘217 118 | ↘217 076 | ↗217 773 | ↗218 228 | ↘217 866 |
| 2018     | 2019     | 2020     | 2021     | 2022[…]  |          |          |          |          |          |          |          |
| ↗218 653 | ↗221 820 | ↗223 462 | ↗223 938 | ↗225 238 |          |          |          |          |          |          |          |

Численность населения города по данным на 1 января 2022 года составляла 225 004 постоянных жителей и 225 847 человек наличного населения.
По данным переписи 2001 года, украинцы составляли 94,07 % населения Тернополя, русские — 3,43 %.

### Языковой состав
По данным переписи 2001 года, Тернополь имел наибольшую среди областных центров Украины долю жителей, указавших украинский язык родным:
| Язык       | Численность, чел. | Доля     |
| ---------- | ----------------- | -------- |
| Украинский | 214 282           | 94,80 %  |
| Русский    | 7 608             | 3,37 %   |
| Другое     | 4 139             | 1,83 %   |
| Итого      | 226 029           | 100,00 % |

Украинский язык является основным и единственным официальным языком города.
Согласно опросу, проведённому Международным республиканским институтом в апреле-мае 2023 года, на украинском языке дома разговаривали 98 % населения города, на русском — 1 %.
Согласно опросу, проведённому Международным республиканским институтом в апреле-мае 2024 года, на украинском языке дома разговаривали 98 % населения города, на русском — 4 % (в отличие от опроса 2023 года был разрешён выбор нескольких вариантов).
По данным Государственной службы статистики Украины в 2023/24 учебном году все 105 619 учащихся в учреждениях общего среднего образования в Тернопольской области обучались в украиноязычных классах.

## География
В физико-географическом отношении город находится на Тернопольском плато, Подольской возвышенности. Принадлежит к умеренному поясу зоны широколиственных лесов.
В историко-географическом отношении город находится на стыке Подолии и Восточной Галиции.
В Средневековье город находился на выгодных торговых путях, за счёт чего быстро увеличивался. Сейчас это важный транспортный узел Украины.

### Рельеф
Преимущественно равнинный. На местах, где текла река Рудка, образовалась долина. Незначительная возвышенность образовалась на территории вблизи улицы Тарнавского.
В Тернопольском районе холмистая местность, благодаря горам Медоборам. Рельеф района проявляется и в Тернополе.
Высота холмов в районе Кутковцов — 349—356 м.

### Климат
Климат Тернополя умеренно континентальный, с тёплым влажным летом и мягкой зимой. Средняя температура воздуха колеблется от −3 °C в январе до +19 °C в июле. Среднегодовое количество осадков составляет 520—600 мм. Наивысшая температура в Тернополе наблюдалась 18 июля 2007 года до +38 °C. Самая низкая температура, наблюдавшаяся в Тернополе, −34 °C.
| Показатель                       | Янв. | Фев. | Март | Апр. | Май  | Июнь | Июль | Авг. | Сен. | Окт. | Нояб. | Дек. | Год   |
| -------------------------------- | ---- | ---- | ---- | ---- | ---- | ---- | ---- | ---- | ---- | ---- | ----- | ---- | ----- |
| Средний суточный максимум, °C    | −1,2 | 0,4  | 6,9  | 14,8 | 19,4 | 23,6 | 25,2 | 25,6 | 20,5 | 13,3 | 6,1   | 1,5  | 13,0  |
| Средняя температура, °C          | −3,2 | −2,3 | 3,0  | 9,5  | 14,2 | 18,5 | 19,7 | 19,4 | 14,8 | 8,9  | 3,7   | −0,6 | 8,8   |
| Средний суточный минимум, °C     | −5,3 | −4,9 | −0,9 | 4,1  | 9,0  | 13,4 | 14,3 | 13,3 | 9,2  | 4,5  | 1,2   | −2,6 | 4,6   |
| Среднее число дней с осадками    | 16,8 | 13,3 | 11,8 | 10,4 | 13,3 | 12,1 | 11,4 | 7,7  | 8,5  | 9,1  | 10,3  | 16,3 | 140,9 |
| Норма осадков, мм                | 32,8 | 33,2 | 32,6 | 33,1 | 72,5 | 81,3 | 68,8 | 47,0 | 44,4 | 34,1 | 29,7  | 39,9 | 549,6 |
| Среднее число дней с заморозками | 24,8 | 20,9 | 15,0 | 4,7  | 0,4  | 0,0  | 0,0  | 0,0  | 0,2  | 5,1  | 11,3  | 20,6 | 102,9 |
| Средняя скорость ветра, м/с      | 4,1  | 4,1  | 4,3  | 4,3  | 3,7  | 3,6  | 3,3  | 2,9  | 3,4  | 3,5  | 3,8   | 4,3  | 3,8   |
| Источник: Weather Online         |      |      |      |      |      |      |      |      |      |      |       |      |       |

### Водоёмы
Крупнейшим водоёмом и достопримечательностью города является Тернопольское озеро, расположенное на реке Серет. Раньше под Тернополем протекала река Рудка (почти полностью высохла на протяжении второй половины XIX века). Она текла в частности по линии современных улиц Соломии Крушельницкой и Галицкой, а начиналась близ современного Подволочиского шоссе.
- Теплоходы «Герой Танцоров» и «Капитан Парий» (ПТ-50)
- Остров любви зимой
- Виндсёрфинг на Тернопольском озере
- Парусная яхта «Тернополь»
- Пляж «Riviera beach»

## Транспорт
В Тернополе действуют автомобильный (автобусы, такси, маршрутные такси), электрический (троллейбусы), железнодорожный (пригородные электропоезда, дизель-поезда), воздушный (самолёты, вертолёты) и водный транспорты (теплоходы, яхты, парусники).
Железная дорога появилась в городе в 1866 году, в том же году построен железнодорожный вокзал, который с того времени неоднократно перестраивался. Сегодня Тернополь является важным железнодорожным узлом Украины.
Также действует междугородний автовокзал 1-го класса, открытый в 1971 году, после реконструкции — 15 февраля 2016 года, обеспечивает автобусное сообщение с райцентрами и другими населёнными пунктами области, с отдельными областными центрами Украины и городами за рубежом.
Самые популярные виды внутригородского (общественного) транспорта — троллейбусы, автобусы и маршрутное такси, междугородного по Украине — автобусы и железная дорога.
Аэропорт Тернополя введён в эксплуатацию в 1985 году, имеет статус международного. Принимает только чартерные рейсы.

## Образование
В Тернополе действует 29 общеобразовательных школ № 2-30 (среднюю школу № 1 в 1991 году переименовали в физико-математическую гимназию, а затем Тернопольскую украинскую гимназию им. И. Франко). Среди них 4 специализированных (все с углублённым изучением иностранных языков): ООШ № 3, № 5, № 17 и № 29. Три школы носят имена выдающихся украинцев: ООШ № 6 им. Н. Яремчука, ООШ № 14 им. Б. Лепкого, ООШ № 16 им. В. Левицкого. ООШ № 10 имеет спортивную и общегуманитарную направленность.

### Высшие учебные заведения
- Тернопольский национальный педагогический университет имени Владимира Гнатюка
- Западноукраинский национальный университет
- Тернопольский национальный технический университет имени Ивана Пулюя
- Тернопольский институт социальных и информационных технологий
- Тернопольский институт Межрегиональной Академии управления персоналом
- Тернопольский национальный медицинский университет имени И. Я. Горбачевского
- Тернопольский экспериментальный институт педагогического образования
- Тернопольский институт экономики и предпринимательства

## Культура и искусство

### Театры
- Тернопольский академический областной украинский драматический театр имени Т. Г. Шевченко
- Тернопольский академический областной театр актёра и куклы[укр.] (укр.)
- Тернопольская областная филармония

### Музеи
В городе действуют:
- Тернопольский областной краеведческий музей
- Тернопольский областной художественный музей
- Музей политических заключённых[укр.]
- Библиотека-музей «Литературное Тернополье»
- Галерея Тернопольской областной организации Национального союза художников Украины
- Музей Ивана Пулюя

### Фестивали
В 2008 году городские власти Тернополя предложили проект «Тернополь — город фестивалей». Ежегодно проходят детский песенный фестиваль «Хрустальный жаворонок», open air фестиваль «Файне місто», рок-фестиваль «Нівроку», всеукраинский фестиваль «Цвет вышиванки». 9 января 2013 впервые провели «Фестиваль рождественской кути». Всеукраинский фестиваль казацкой песни «Байда» проводится по инициативе и под эгидой Большого совета Украинского казачества.

## Архитектура
Во время Второй мировой войны город был серьёзно разрушен. Более 90 % домов не сохранилось. Однако некоторые ценные постройки удалось отстроить.

### Достопримечательности
- Тернопольский замок — оборонное сооружение, возведённое к 1548 году
- Церковь Непорочного Зачатия Пресвятой Девы Марии — построена в 1749—1779 годах в стиле барокко
- Воздвиженская церковь XVI ст.
- Церковь Рождества Христова XVI ст.
- Пансионат сестер Иосифиток с лицеем XIX ст. (ныне областная прокуратура)
- Офицерское казино (ныне городской совет)
- Вилла А. Грабовского XIX ст. (ныне областная универсальная библиотека)
- Здание железнодорожного вокзала XIX ст.
- Австро-Венгерский банк XIX ст. (ныне Национальный банк)
- Городской госпиталь XIX ст. (ныне школа № 5)
- Отель «Подольский» XIX ст.
- Реальная гимназия XIX ст. (ныне украинская гимназия им. И. Франко)
- Общество народных школ XIX ст. (ныне административное здание)
- Городская сберегательная касса XIX ст.

|                    |                            |                          |                   |                        |
| Храм Матери Божьей | Церковь Рождества Христова | Проспект Степана Бандеры | Скейтпарк и озеро | Небольшой пруд в парке |

|                       |                     |                             |                       |                                   |
| Воздвиженская церковь | Тернопольский замок | Церковь Непорочного Зачатия | Областная прокуратура | Культурный центр «Украинский дом» |

### Памятники
В современном Тернополе установлен ряд памятников — преимущественно украинским национальным деятелям культуры и истории. Среди самых известных: Ивану Франко, Степану Бандере, Тарасу Шевченко, Саломее Крушельницкой, Даниилу Галицкому, патриарху Иосифу Слепому, Ярославу Стецько, Андрею Шептицкому, павшим в военных конфликтах, сотрудникам МВД погибшим на службе, жертвам Чернобыльской трагедии и другие.

## Религия
Большинство нынешних тернополян — греко-католики. Второй по численности в городе является православная община, которая административно разделена между Православной церковью Украины и Украинской православной церковью (Московского патриархата). Украинской православной церкви Московского патриархата принадлежит только один храм — кафедральный собор Веры, Надежды, Любови и матери их Софии. Часть тернополян — католики. Также в городе действуют общины христиан, принадлежащих к различным протестантским течениям. Существует община язычников-родноверов (принадлежит к объединению родноверов Украины).
Еврейская община
Евреи начали селиться в городе сразу после его основания, и к XVII веку в городе жило около 300 еврейских семей, большинство из которых занималось торговлей. Строительство большой синагоги Тернополя в готическом стиле началось в 1622 году и завершилось в 1628 году.
Община существенно пострадала во время восстания Хмельницкого и позже во время войны Барской конфедерации (1770). В 1813 году в городе открылась еврейская школа, а в 1819 году был открыт Tempel für Geregelten Gottesdienst («храм для регулярного богослужения»). В 1905 году евреи составляли около половины населения города (14 000 из 30 415).
Во время немецкой оккупации большинство евреев города были убиты или сосланы в лагеря смерти. 500 евреев были убиты в 1941 году местными жителями на территории кладбища, при этом часть жертв были обезглавлены. В послевоенном интервью одна женщина дала показание, как её мать добила раненого еврея с помощью лопаты, после чего жертвы были погребены на кладбище.
После войны община возродилась и в 1990-х годах насчитывала несколько сотен человек.
В 1996 году на территории Петровского яра в память о погибших был открыт Мемориал.

## Спорт
В городе выступает несколько профессиональных команд.
Волейбольная команда «Галичанка Тернополь» — женская команда Тернопольского национального экономического университета, является чемпионом украинской Суперлиги (2010), серебряным (2006) и бронзовым (2000, 2001) призёром, обладателем Кубка Украины (1994, 2004).
Главной профессиональной футбольной командой города является «Нива». ФК «Тернополь» дважды выступал на профессиональном уровне: впервые в начале 2000-х годов, а во второй раз в середине 2010-х годов.
В 2011 году в Тернополе состоялся Чемпионат Европы по водно-моторному спорту, а в 2012 году — Чемпионат мира в классах JT-250 и F-500.
В Тернополе действуют многочисленные спортивные клубы, в частности, легкоатлетический спортивный клуб «Кенгуру», спортивно-экологический клуб «Каскад», общественно-спортивный клуб и команда по вольной борьбе «Галицкие львы-Спорт», спортивно-туристический клуб «Кристалл» и другие.

## Парки и скверы
- Топильче (гидропарк)
- Сквер имени Шевченко
- Парк Национального возрождения
- Старый парк
- Ландшафтный парк Загребелье
- Сквер по улице В. Чорновола
- Сквер мира

## СМИ
- Местные телекомпании: TV-4, UA: Тернополь, Тернополь 1, ІНТБ
- Радиостанции: Радио Тернополь, Радио Такт (1-я программа проводного радио), Говорит Тернополь (69,83 МГц, 1-я программа проводного радио), Радио Лад (71,03 МГц), Ух-Радіо (101,1 МГц), FM Галичина (102,3 МГЦ).

## Города-побратимы
- Сливен, Болгария
- Йонкерс, США[45]
- Эльблонг, Польша[46][47]
- Хожув, Польша
- Батуми, Грузия[48]
- Прудентополис, Бразилия
- Эрфтштадт, Германия[49]
- Тирасполь, Молдавия[50]
- Таураге, Литва

С четырьмя городами и одним уездом ведётся партнёрское сотрудничество:
- Болгария, Шумен (2010)
- Эстония, Вильянди (2004)
- Польша, Новотомишлянский уезд (2011)
- Польша, Сувалки (2017)
- Швеция, Роннебю (2023)

Бывшие города-побратимы:
- Тарнув, Польша[51]. Отношения были приостановлены 23 июня 2021 года из-за названия стадиона в Тернополе именем Романа Шухевича[52][53].
- Россия, Пенза (2010). 9 марта 2016 года отношения были разорваны со стороны украинского руководства.
- Пинск, Белоруссия. В июне 2022 года во время российского военного вторжения и ракетных ударов со стороны Белоруссии по Украине отношения были разорваны.